# Амадей V
Амадей V Великий граф (італ. Amedeo V il Conte Grande; 4 вересня 1249 — 16 жовтня 1323) — граф Савойський в 1285—1323 роках. Продовжив зміцнення держави та розширення своїх володінь.

## Життєпис

### Молоді роки
Походив з Савойського дому. Другий син Томаса, князя П'ємонту, та Беатриси Фієскі. Народився 1249 року. У 1259 році на момент смерті батька разом з братами перебував у в'язниці в Асті (столиці Монферратського маркграфства). Під тиском вуйка — кардинала Оттобоне Фієскі — Амадея та його братів було звільнено.
1270 року Амадей рушив до англійського короля Генріха III з надією отримати баронії, що колись належали стрийкові П'єтро II. Втім отримав тимчасовий пенсіон в 100 марок сріблом з тим, що питання маєтностей вирішить вже спадкоємець принц Едуард. У 1272 році стрийко Філіпп I влаштував шлюб Амадея з Сибіллою, спадкоємицею графства Брессе (її опікуном також був Філіпп I). 1275 року Амадей поступив на службу до Едуарда I, короля Англії. 1277 року брав участь у першій військовій кампанії з підкорення Вельсу. Під час другої вельської війни 1282 року Амадей керував військовим загоном в Честері, що полегшило облогу замку Руддлан.
1282 року після смерті старшого брата Томаса III Савойського отримав права на П'ємонт. 1283 року затверджений як герцог Шабле і граф Аости. 1285 році після смерті бездітного стрийка Філіппа I за рішенням арбітражу Едуарда I (йому було доручено заповітом померлого графа Савої), Амадей успадкував Савойське графство. В свою чергу його молодший брат Людовик отримав графство Во та щорічний пенсіон в 400 лір. Небожеві останніх — Філіппу — було передано Пінероло і Турин. Тоді ж офіційно Амадей V приєднав до своїх володінь графство Брессе і сеньйорію Боже, володіння його дружини.

### Панування
1 жовтня того ж року за підтримки Робера, єпископа Женеви, Амадея V було оголошено захисником Женеви. Це було зроблено внаслідок протистояння єпископа Робера з Амадеєм II, графом Женевським. Того ж року граф Савойський придбав замок в Шамбері від свого попереднього власника Гуго де Ла-Рошетта. У 1287 році Амадей V взяв в облогу замок Іль поблизу Женеви, який захопив після 4,5 місяця. Уклав з Амадеєм II, графом Женеви, договір в Аннамессе, за яким останній визнав зверхність Амадея V.
1289 року вступив у військове протистояння з Юмбером I, дофіном В'єннським, через оволодінням останнім сеньйорією Беллекомб. У відповідь новий савойський граф Амадей V сплюндрував Беллекомб. Втім савойське військо зазнало невдачі під замком Ла-Террасс, чим скористався Юмбер I. Він зібрав війська й завдав поразки супротивникові біля Серветту. Зрештою 1293 року в Сен-Жан-де-Мор'єнн укладається мирний договір, за яким дофін відмовився від замків Фокіньї, Бонневіль, Монту, Алленд-ле-Вьє, Кредо з землями, фьєфами Шатофорт, Нерньє, Ла-Равур. Натомість дофін Юмбер I отримував повні права на бароні Ла-Тур-дю-Пін та сеньйорію Коліньї.
1294 року в Ліоні відбувся арбітраж стосовно князівства П'ємонт, яке було присуджено небожеві Амадея V — Філіппу, який вступив у володіння наступного року. У 1295 році запросив до свого двору Джорджо Аквільського, учня художника Джотто. Той прикрасив замок картинами, різьбленим деревом та фресками. 1297 року після смерті дружини оженився вдруге.
У 1301 році врегулював суперечку щодо контролю Вале єпархією Сьйону. 1304 року у складі французького війська брав участь у поході на Фландрії. За звитягу у битві біля Монс-ан-Певелі отримав Молев'є в Нормандії. 1307 року уклав договір з Жаном II, дофіном В'єннським, яким було зафіксовано поточний кордон між державами. Того ж року відправив війська на допомогу Аццо VIII д'Есте, маркізові Феррари, Реджо і Модени, проти коаліції Альбойно делла Скали, сеньйора Верони, і Гвідо Бональкосі, капітана Мантуї. Допомога графа Савойського допомогла 1308 року укласти між усіма сторонами угоду, яка підтвердила статус-кво. 1309 року перебував на коронації англійського короля Едуарда II. Того ж року уклав з Женевським графством договір у Сен-Жорж-д'Есперенш, що підтвердив Аннамесську угоду. також було укладено шлюбний договір доньки Амадея V з правлячою династією Дофіне.
1310 року вітав імператора Генріха VII Люксембурга, коли той прибув до Італії. Потім супроводжував його в італійському поході 1312 року, що завершився коронацією Генріха VII у Римі. За це отримав титул імперського графа, підтвердження усіх своїх володінь, зокрема володіння Асті й Івреєю, призначення імперським вікарієм в Ломбардії. 1313 року після смерті імператора повернувся до Савої. Водночас відсутність в Савойському графстві дозволила французькому загону раптово захопити місто Ліон й графство Ліонне. Амадей V мусив погодитися на включення Ліону до складу Франції, що створило загрозу Савої з боку останньої.
1314 року після сходження на трон Франції Людовика X відновив гарні стосунки із французьким двором. Того ж року мав конфлікт з Жаном II, дофіном В'єннським, який того ж року було припинено за посередництва Бертрана I, архієпископа Тарантеза, та Вільгельма IV Ройна, єпископа Гренобля. Савоя отримала містечко Ла-Буас. 
У 1315 році Амадей V допомагав ордену госпітальєрів в обороні Родосу від військ Османського бейліку на чолі із Османом I. За свою звитягу отримав девіз Fortitudo Eius Rhodum Tenuit (Його Сила Зберегла Родос). Відсутністю Амадея V скористався дофін Жан II, який захопив замок Мірібель.
У 1316 року саме Амадей V активно радив принцу Філіппу впровадити в королівстві Салічний закон спадкування. Це дозволило останньому стати королем Франції як Філіпп V. 1318 року сутички з Дофіне припинилися.
Згодом мав тертя з герцогством Австрійським. 1320 року Амадей V атакував Дофіне, де владу здобув молодий Гіг VIII, в якого 1321 року відібрав декілька прикордонних замків. З 1323 року вів з Папським престолом в Авіньйоні перемовини щодо участі в хрестовому поході проти Османської держави. Але помер, не завершивши перемовини. Трон успадкував син Едуард.

## Родина
1. Дружина — Сибілла, донька Гі I Дамада, графа Брессе, дофіна Лав'є, сеньйора Боже.
Діти:
- Бонна (1275—1294), дружина: 1) Жана І, дофіна В'єннського 2) Гуго Бургундського, сеньйора Монбосона
- Елеонора (1279—після 1317), дружина: 1) Вільгельма де Шалона, графа Осер та Тоннерра; 2) Дре IV Мелло; 3) графа Жана I де Форе
- Жан (1280—1284)
- Беатриса (1281—1294)
- Едуард (1284—1329), граф Савойський
- Маргарита (1285—1349 р.), дружина Джованні І, маркграфа Монферрата
- Агнеса (1287—1322), дружина графа Вільгельма III Женевського
- Аймон (1291—1343), граф Савойський

2. Дружина — Марія, донька Жана I, герцога Брабанту
Діти:
- Марія (1298—1336), дружина барона Гуго де Фокіньї
- Катерина (1302—1336), дружина Леопольда I Габсбурга, герцога Австрії та Штирії
- Анна (1307—1359), дружина візантійського імператора Андроніка III Палеолога
- Беатриса (1310—1331), дружина Генріха VI, герцога Каринтії й Крайни